# MindGeek
MindGeek (trước đây là Manwin) là một công ty tư nhân có trụ sở tại Luxembourg và hoạt động ở Canada tập trung chủ yếu vào lĩnh vực phim khiêu dâm trực tuyến. Công ty đặt trụ sở tại Thành phố Luxembourg, cùng với văn phòng chính tại Montréal và các văn phòng khác ở Hamburg, Luân Đôn, Los Angeles, Houston, Miami và Nicosia.
MindGeek sở hữu và vận hành nhiều trang web khiêu dâm phổ biến, bao gồm các dịch vụ chia sẻ video Pornhub, RedTube, và YouPorn, cùng với các công ty sản xuất phim người lớn Brazzers, Digital Playground, Men.com, Reality Kings, và Sean Cody.